# Зирекла
Зирекла — посёлок в Северном районе Оренбургской области. Входит в состав Бакаевского сельсовета.

## География
Посёлок находится на расстоянии примерно 8 км (по прямой) на запад от районного центра села Северное.

## Население
| 2010 |
| ---- |
| 33   |

Население составляло 55 человек в 2002 году (татары 98 %), 33 человека по переписи 2010 года.